# Naoki Matsuda
Pour les articles homonymes, voir Matsuda.
Naoki Matsuda (松田 直樹, Matsuda Naoki), né le 14 mars 1977 à Kiryū, dans la préfecture de Gunma, au Japon, et mort le 4 août 2011 à Matsumoto, est un footballeur international japonais, ayant joué au Matsumoto Yamaga FC.

## Biographie
En tant que défenseur, Naoki Matsuda fut international nippon à 40 reprises (2000-2005) pour un seul but inscrit. Il inscrivit son seul but contre le Kazakhstan, le 29 janvier à Yokohama, match qui se solda par une victoire (4-0).
Il fit tous les matchs des Jeux olympiques de 1996 mais le Japon fut éliminé au premier tour. Il fit aussi les Jeux olympiques de 2000, ne jouant que deux matchs sur les quatre (Brésil et USA). Le Japon est éliminé en quarts.
Il participa à la Coupe d'Asie des nations de football 2000, jouant le premier et les deux derniers matchs. Il reçut un carton jaune lors du premier match contre l'Arabie saoudite et remporta le tournoi. Fort de ce titre continental, il participa à la Coupe des confédérations 2001, où il fut finaliste et reçut un carton jaune contre la France en finale à la 36e minute.
Il participa à la Coupe du monde 2002, où il joua tous les matchs mais le Japon fut éliminé en huitièmes-de-finale, ainsi qu'à la Coupe d'Asie des nations de football 2004, ne jouant qu'un seul match, en tant que remplaçant contre la Jordanie. Il remporta le tournoi comme en 2000.
Il a fait presque toute sa carrière dans le même club depuis 1995, les Yokohama F. Marinos. Il remporta avec ce club, trois J-League et une coupe de la Ligue en 2001. Il fit partie à deux reprises de la J. League Best Eleven en 2000 et en 2002.
En janvier 2011, il signe pour le Matsumoto Yamaga FC en troisième division. Le 2 août 2011, il est victime d'une crise cardiaque sur le terrain d'entraînement de son club. Transporté d'urgence à l'hôpital, son état est jugé très critique par le président de son club. Il meurt le 4 août 2011, soit deux jours après son hospitalisation, des suites de sa crise cardiaque.

## Palmarès
- Coupe d'Asie des nations de football
  - Vainqueur en 2000 et en 2004
- Coupe des confédérations
  - Finaliste en 2001
- Championnat du Japon de football
  - Champion en 1995, en 2003 et en 2004
  - Vice-champion en 2000 et en 2002
- Coupe de la Ligue japonaise de football
  - Vainqueur en 2001
- Supercoupe du Japon
  - Finaliste en 1996, en 2004 et en 2005
- A3 Champions Cup
  - Finaliste en 2004